# مختبرات وايت شيل

آثار التعرض الطويل لـ إشعاع غاما على المختبر والبيئة المحيطة به

مختبرات وايت شيل هو مختبر للطاقة الذرية الكندية في مانيتوبا شمال شرق وينيبيغ.

## نبذة
تم بنائه في الأصل كمحطة لمفاعل وايت شيل الأول التجريبي ولكن مع مرور الوقت جاء لاستضافة مجموعة متنوعة من النظم التجريبية ومختبر أبحاث تحت الأرض لدراسة التخلص من النفايات النووية.
بلغ عدد العمال في أوائل سبعينيات القرن الماضي عند حوالي 1,300.

## الإغلاق
في الثمانينات بدأت التجارب تختفي وفي عام 2003 تم اتخاذ قرار بإغلاق الموقع واعتبارا من عام 2017 يخضع الموقع لإيقاف التشغيل مع تاريخ الانتهاء المخطط له في عام 2024.